# 7009 Юм
7009 Юм (7009 Hume) — астероїд головного поясу, відкритий 21 серпня 1987 року.
Тіссеранів параметр щодо Юпітера — 3,618.